# Emine Gülbahar Hatun
Emine Gülbahar Valide Hatun (en turco otomano: گل بھار مکرمه خاتون‎; "Rosa de primavera" y "hospitalaria") (Albania, Serbia o Grecia, c.1435 — Estambul, c.1492), también conocida como Gülbahar Hatun en occidente. Fue la primera consorte del sultán Mehmed II y madre del sultán Bayezid II. Fue Valide Hatun desde 1481 hasta su muerte en 1492.

## Orígenes
La inscripción otomana (vakfiye) la describe como Hātun binti Abdullah (Hija de Abdullah), lo que significa que su padre posiblemente se convirtió al Islam. Según una fuente, Gülbahar era de origen griego póntico y esta opinión también se describe a la madre del sultán Selim I, Gülbahar Hatun, que compartía el mismo nombre y esto creó una confusión entre las dos. Hay una leyenda que decía que ella era una hija de un rey de Francia o Serbia. Sin embargo, Gülbahar pudo ser de origen albanés. Su llegada al harén se dicta alrededor de 1446 entre los dos reinados de Mehmed II.
Los informes de los embajadores de Promontorio de Campis de 1475, indican que Emine Gülbahar era una esclava de padre albanés y madre griega. 

## Como consorte
Gülbahar se convirtió en concubina de Mehmed en 1445 o principios de 1446. Se registra que tuvo dos hijos, un varón, Şehzade Bayezid (futuro Bayezid II) nacido el 3 de diciembre de 1447, en Demotika, y una niña, Gevherhan Hatun, nacida en 1446, que se casó con Uğurlu Mehmed Bey, hijo de Akkoyunlu Uzun Hasan, en octubre de 1474.
En 1451, después de la ascensión al trono de Mehmed, ella lo siguió a Edirne. Según la tradición turca, se esperaba que todos los príncipes trabajaran como gobernadores provinciales como parte de su formación. En 1455 o 1456, Bayezid fue nombrado gobernador de Amasya, y Gülbahar lo acompañó, donde los dos permanecieron hasta 1481, excepto en 1457, cuando ella llegó a Constantinopla y asistió a la ceremonia de circuncisión de su hijo.
Aparentemente, Gülbahar estaba bastante preocupada por el futuro de su hijo y, en relación con eso, por sus propias propiedades. Para asegurar sus propiedades, donó los ingresos de ciertos pueblos y campos a la mezquita de Enderun en 1474. Entre las propiedades dotadas se encontraba el pueblo de Ağılcık, que se convirtió nuevamente en un pueblo de Timariot en 1479 durante la reforma agraria.
En 1468, Mehmed entregó el pueblo de Bağluca a Gülbahar. Después de seis años, en 1473, vendió el pueblo a Taceddin Bey, hijo de Hamza Bali, el contador de la corte de Bayezid. En 1478, la exención de la villa fue abolida y devuelta a ella probablemente como resultado de la reforma agraria. Esta orden se volvió a emitir un año después a pedido de Mevlana Şemseddin Ahmed, según la cual la aldea no le fue devuelta y probablemente se había convertido en objeto de una disputa legal.

## Valide Hatun
Según la costumbre, Gülbahar obtuvo la posición más alta en la familia imperial después del propio sultán cuando su hijo Bayezid ascendió al trono en 1481 hasta su muerte en 1492, el cual era Valide Hatun que significaba "Reina Madre", más tarde conocido como el título de Valide Sultan en el reinado de Ayşe Hafsa Sultan. Durante el reinado de su hijo, ella y el resto de la familia imperial residían en el Palacio Viejo y eran visitados por el sultán, quien en cada visita solía presentar sus respetos a su madre. En un caso, Gülbahar se quejó de las raras visitas de su hijo y en una carta a su hijo escribió:

"Mi fortuna, te extraño. Incluso si no me extrañas, yo te extraño ... Ven y déjame verte. Mi querido señor, si vas a salir de campaña pronto, ven una o dos veces por lo menos para que pueda ver tu cara favorecida por la fortuna antes de que te vayas. Han pasado cuarenta días desde la última vez que te vi. Mi sultán, por favor, perdona mi atrevimiento. ¿A quién más tengo además de ti...?"

Gülbahar como Valide Hatun, tuvo una influencia considerable sobre Bayezid, pues solía hacer valoraciones sobre la situación de algunos estadistas y solía aconsejar a su hijo en asuntos estatales. Bayezid también valoró las palabras de su madre. En una carta que le escribió, ella le desaconseja a Hersekzade Ahmed Paşa, pero favorece a su tutor Ayas Paşa y Hizirbeyoğlu Mehmed Paşa.
En 1485, Bayezid dotó una mezquita y una escuela en Tokat en honor a Gülbahar Hatun.

## Muerte
Gülbahar Hatun falleció en 1492 de causas naturales, y fue enterrada en su mausoleo en la Mezquita Fatih, Estambul. La tumba resultó dañada en el terremoto de Estambul de 1766 y fue reconstruida en 1767-1768.

## Descendencia
Mehmed II y Gülbahar Hatun tuvieron al menos dos hijos, un varón y una niña:
- Gevherhan Hatun (1446, Amasya — 1514, Estambul). Se casó en octubre de 1474 con el príncipe Uğurlu Mehmed Bey, hijo de Akkoyunlu Uzun Hasan, líder de la confederación tribal turcomana Ak Koyunlu; fueron padres del bey Ahmed Gövde de Ak Koyunlu. Luego se casó en 1489 con Sinan Paşa, un importante estadista durante el reinado de su hermano;
- Bayezid II (3 de diciembre de 1447, Didimótico — 10 de junio de 1512, Edirne). Sultán del Imperio Otomano entre 1481 y 1512. Abdicó en 1512 a favor de su hijo, Selim I.

## En la cultura popular
- En la película de 2012, Fetih 1453, Gülbahar Hatun es interpretado por la actriz turca Şahika Koldemir.[20]
- En la serie turca de 2013 Fatih, la actriz turca Seda Akman interpreta a Gülbahar Hatun.[21]
- En la segunda temporada de la serie de Netflix de 2020, Rise of Empires: Ottoman, la actriz turca Yasemin Eti interpreta a Gülbahar Hatun.[22]